# Furen (Bułgaria)
Furen (bułg. Фурен) – wieś w Bułgarii, w obwodzie Wraca, w gminie Kriwodoł. Według danych szacunkowych Ujednoliconego Systemu Ewidencji Ludności oraz Usług Administracyjnych dla Ludności, 15 września 2023 roku miejscowość liczyła 205 mieszkańców.

## Nazwa
Według historyka Bogdana Nikołowa nazwa wsi związana pochodzi od greckiego słowa „frurio” (φρούριο), które oznacza twierdzę, fortyfikację.

## Historia
Pierwszą szkołę otworzył w 1868 roku nauczyciel Mito Kleparineca z Wracy. W 1880 roku daskał Cwetko z Kopriwszticy zainicjował budowę pierwszego budynku szkolnego.